# 別廖佐夫卡區 (克拉斯諾亞爾斯克邊疆區)

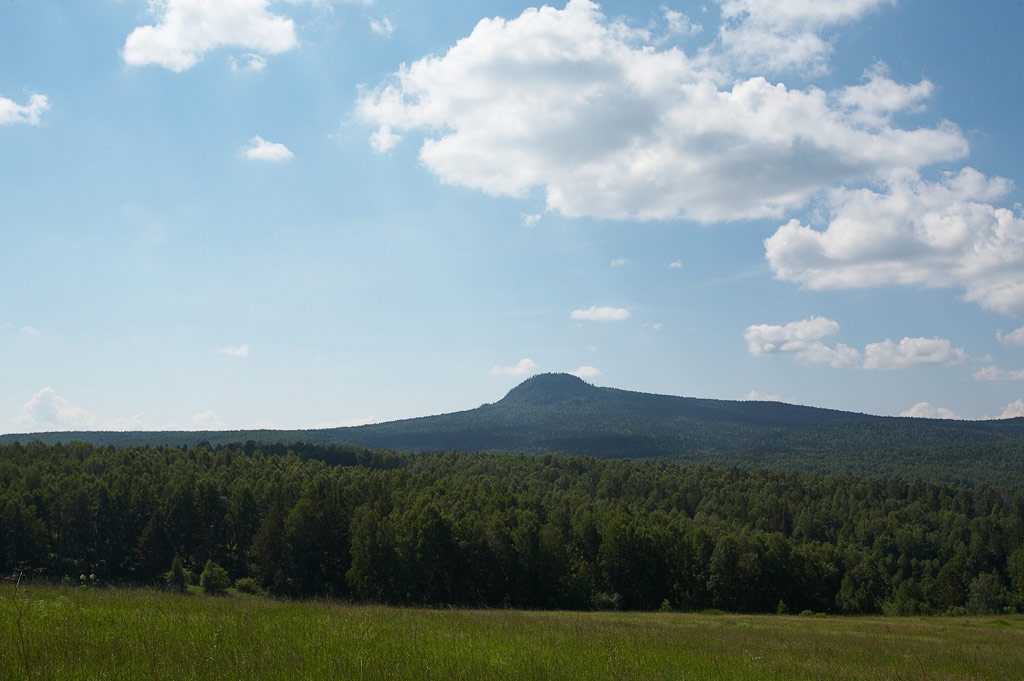

56°01′20″N 93°06′52″E / 56.02222°N 93.11444°E
別廖佐夫卡區（俄语：Берёзовский район），是俄羅斯的一個區，位於該國中部，由克拉斯諾亞爾斯克邊疆區負責管轄，始建於1983年4月25日，面積4,244平方公里，2010年人口37,868，人口密度每平方公里8.92人。